# 宇津木翼
宇津木 翼（うつき つばさ、文政4年（1821年） - 明治31年（1898年）8月17日）は、幕末期の彦根藩家老。宇津木泰交の次男。前名は景翼。通称は左近。字は子詹。棟渓と号した。

## 概要
同じく幕末に活躍した彦根藩士・宇津木景福とは別家。若いころより学問を好み、才気煥発であったという。天保12年（1841年）藩主・井伊直亮の小姓に登用される。安政5年（1855年）、藩主･井伊直弼が大老に就任すると、側役兼公用人となり重用された。江戸在府時は安積艮斎や大橋訥庵、井上文雄に経史や漢文を学んだという。安政6年（1860年）、世間で尊皇攘夷論が活発になると、直弼に大老職を辞するように進言するが容れられず、結果直弼は安政7年3月3日（1860年3月24日）桜田門外の変で命を落とす事になった。跡を継いだ井伊直憲にも引き続き重臣として仕えて活躍した。明治2年（1869年）、致仕し、茶道教授として晩年を送った。茶道は直弼に勧められたものだという。